# Bewaffnete Konflikte in Myanmar

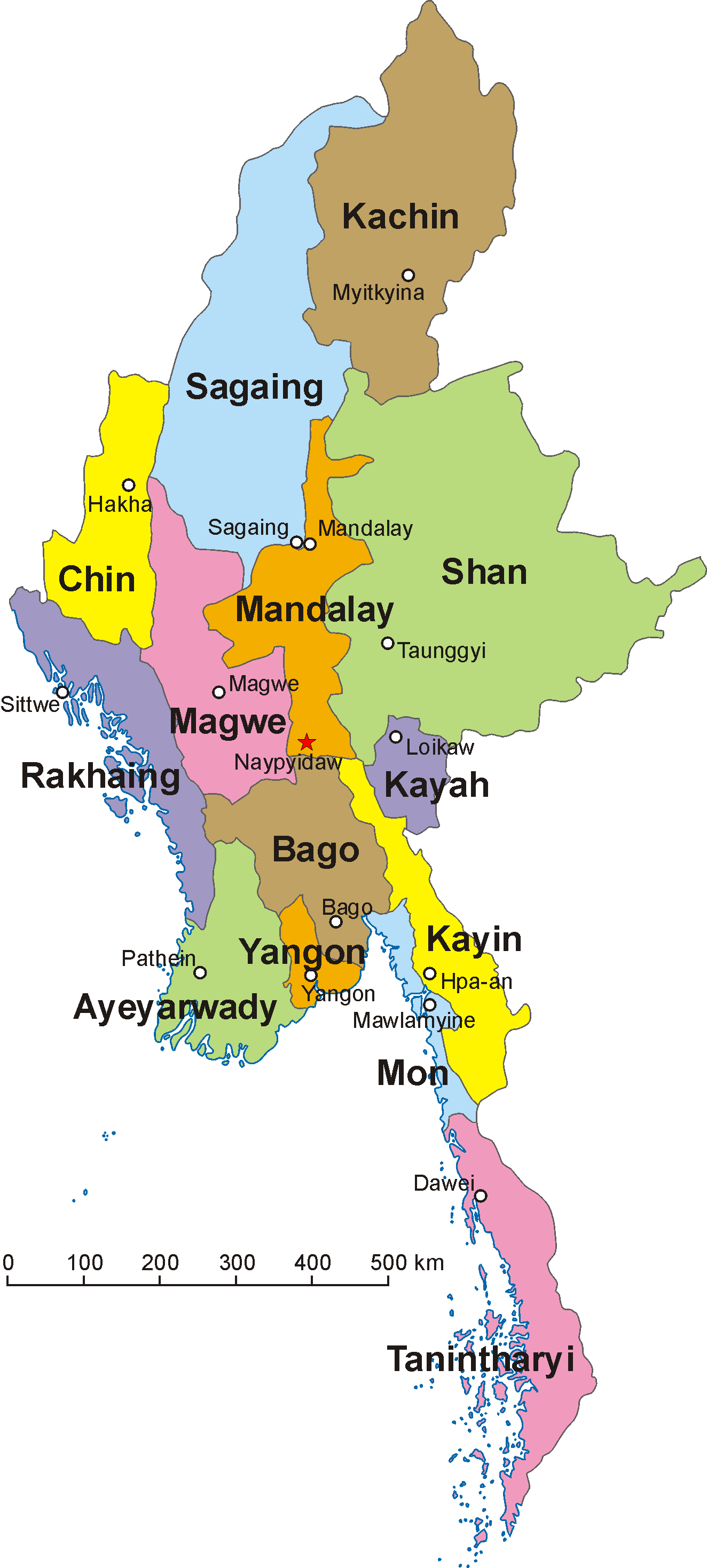
Karte der Staaten und Divisionen Myanmars

Bewaffnete Konflikte in Myanmar bestehen seit der Erlangung der Unabhängigkeit von Myanmar (Birma bzw. Burma) 1948 bis heute. Hierbei kämpften und kämpfen Rebellengruppen aus ethnischen Minderheiten in verschiedenen Landesteilen für mehr Autonomie oder Unabhängigkeit gegen die Zentralregierung und deren Armee.
Heute kämpfen vor allem Organisationen aus den Volksgruppen der Karen und Shan im Osten des Landes weiter gegen die Regierung, während andere Organisationen Waffenstillstandsabkommen geschlossen haben. Auch in anderen Regionen gibt es sporadische Kämpfe. Als Folge der Konflikte leben etwa 160.000 myanmarische Flüchtlinge im angrenzenden Thailand und weitere in anderen Staaten der Region, innerhalb Myanmars gibt es Hunderttausende Binnenvertriebene.
2021 kam es zu einer Eskalation der Konflikte im Land nach einem Putsch des Militärs. Bis 2023 wurden dadurch weitere 1,6 Millionen Menschen zu Binnenvertriebenen.

## Hintergrund

### Volksgruppen des Landes
Von den Einwohnern des heutigen Myanmar gehören etwa 68 % der Volksgruppe der Birmanen (Bamar) an. Die übrigen 32 % verteilen sich auf Minderheiten wie die Shan (9 %), Karen (inkl. Kayah/Karenni; 7 %), Arakanesen/Rakhaing (4 %), Mon (2 %) und weitere wie die Chin, Kachin und Rohingya. Die buddhistischen Birmanen sind überall im Land, vor allem aber im Zentrum im Tal des Irrawaddy ansässig, während die – zum Teil christlichen, animistischen oder muslimischen – Minderheiten in den Randgebieten im Norden, Osten und Westen die Bevölkerungsmehrheit stellen.

### Geschichte und Politik
In der vorkolonialen Zeit wurde das heutige Myanmar weder geographisch noch politisch als Einheit betrachtet. Es gab keine festen Grenzen, sondern Übergangsgebiete mit Herrschaften, welche Burma nominal Tribut zahlten, aber sonst unabhängig waren. Solche unfixierten territorialen Grenzen waren überall in Südostasien verbreitet. Zwischen den Birmanen und den umliegenden Völkern sowie zwischen den nichtbirmanischen Völkern untereinander gab es immer wieder Konflikte, besonders die Beziehungen zwischen Birmanen und Karen waren gespannt. Im Laufe des 19. Jahrhunderts eroberte Großbritannien das Gebiet, das als Burma 1886 Teil Britisch-Indiens und 1937 eigenständige Kronkolonie wurde. Als die Briten Burma eroberten, und befragten daher die alten Beamten, welche Gebiete zum Königreich Burma gehört hatten. Die Beamten gaben alle Gebiete an, welche jemals Tribut an den König bezahlt hatten. Die Briten schlossen darüber hinaus Gebiete wie die Shan-Staaten in ihre Kolonie ein, die nie wirklich Bestandteil von Burma gewesen waren oder sogar Tribut an China und Siam bezahlt hatten. So bezeichnen die Shan selbst sich als „Thai Yai“ und sind kulturell und sprachlich eher den Thai zugehörig. Die Wa dagegen tendierten eher zu China, wenn überhaupt. Sie waren in ihren einsamen Bergregionen unabhängig und wurden weder von den Briten noch von China kontrolliert.
Die Kolonialmacht festigte sich in den birmanischen Gebieten und zerschlug systematisch die Herrschaften der Birmanen, während die nichtbirmanischen Minderheiten ein besonderes Schutzverhältnis und weitreichende Autonomie genossen. Die Kolonialherren ließen die traditionellen Fürstentümer etwa der Shan und der Karenni bestehen und beschränkten sich auf eine indirekte Herrschaft, um den Aufwand für eine direkte Kontrolle über die abgelegenen Minderheitengebiete zu vermeiden. Somit profitierten die Minderheiten in mancher Hinsicht von der Kolonialherrschaft, während sich die Birmanen durch die Eroberung und die Zerstörung ihrer Monarchie gedemütigt und gegenüber den Briten und den Nichtbirmanen im eigenen Land als „Bürger dritter Klasse“ behandelt fühlten.
In der ersten Hälfte des 20. Jahrhunderts kamen vor allem unter den Birmanen Nationalismus und Unabhängigkeitsbestrebungen auf. Wortführer der Unabhängigkeitsbewegung wurde Aung San. Im Zweiten Weltkrieg, der in Myanmar von 1942 bis 1945 dauerte, standen Aung San und seine Anti-Fascist People’s Freedom League (AFPFL) wie die Mehrheit der Birmanen auf Seiten der japanischen Armee, die gegen die Briten kämpften. Vor allem die christlichen Karen und Kachin unterstützten hingegen die Briten und US-Amerikaner.
Nach dem Zweiten Weltkrieg wurde die Unabhängigkeit Myanmars rasch vorangetrieben. Aung San erreichte 1947 das Abkommen von Panglong mit Vertretern der Shan, Chin und Kachin, wonach diese mit der Regierung des Unionsstaates (Union of Burma) kooperieren und mindestens zehn Jahre lang keine Sezession anstreben würden. Andere Minderheiten waren in Panglong nicht vertreten, aber wurden ebenfalls in den Unionsstaat Myanmar eingebunden. Aung San wurde 1947 ermordet, 1948 wurde Myanmar unter seinem Nachfolger U Nu von Großbritannien unabhängig. Seither gab es Bestrebungen verschiedener ethnischer Minderheiten, auch mit Waffengewalt, eine stärkere Selbstbestimmung gegenüber der birmanischen Mehrheit und dem von dieser dominierten Zentralstaat zu erreichen.
1962 übernahm das Militär die Macht in Myanmar. Seither herrscht eine Militärregierung, die verbreitet als Diktatur bezeichnet und von der EU und den USA kritisiert wird, mit Thailand, China und Indien jedoch gute wirtschaftliche Beziehungen erhält.

### Natürliche Ressourcen
Die Konfliktregion im Osten des Landes ist reich an diversen Naturschätzen wie Teakholz, Gold und Edelsteinen. Am Saluen-Fluss ist der Bau von vier Staudämmen geplant, deren Energieausbeute vorwiegend nach Thailand exportiert werden soll.
Vor der Küste am Golf von Bengalen liegen Erdgasvorkommen, die vor allem für den Export nach Thailand genutzt werden (siehe Yadana-Projekt); weitere Lagerstätten vor der Küste des Arakan-Staates sollen im Rahmen des Shwe-Projekts mit einer Pipeline nach Kalkutta erschlossen werden.

## Verlauf

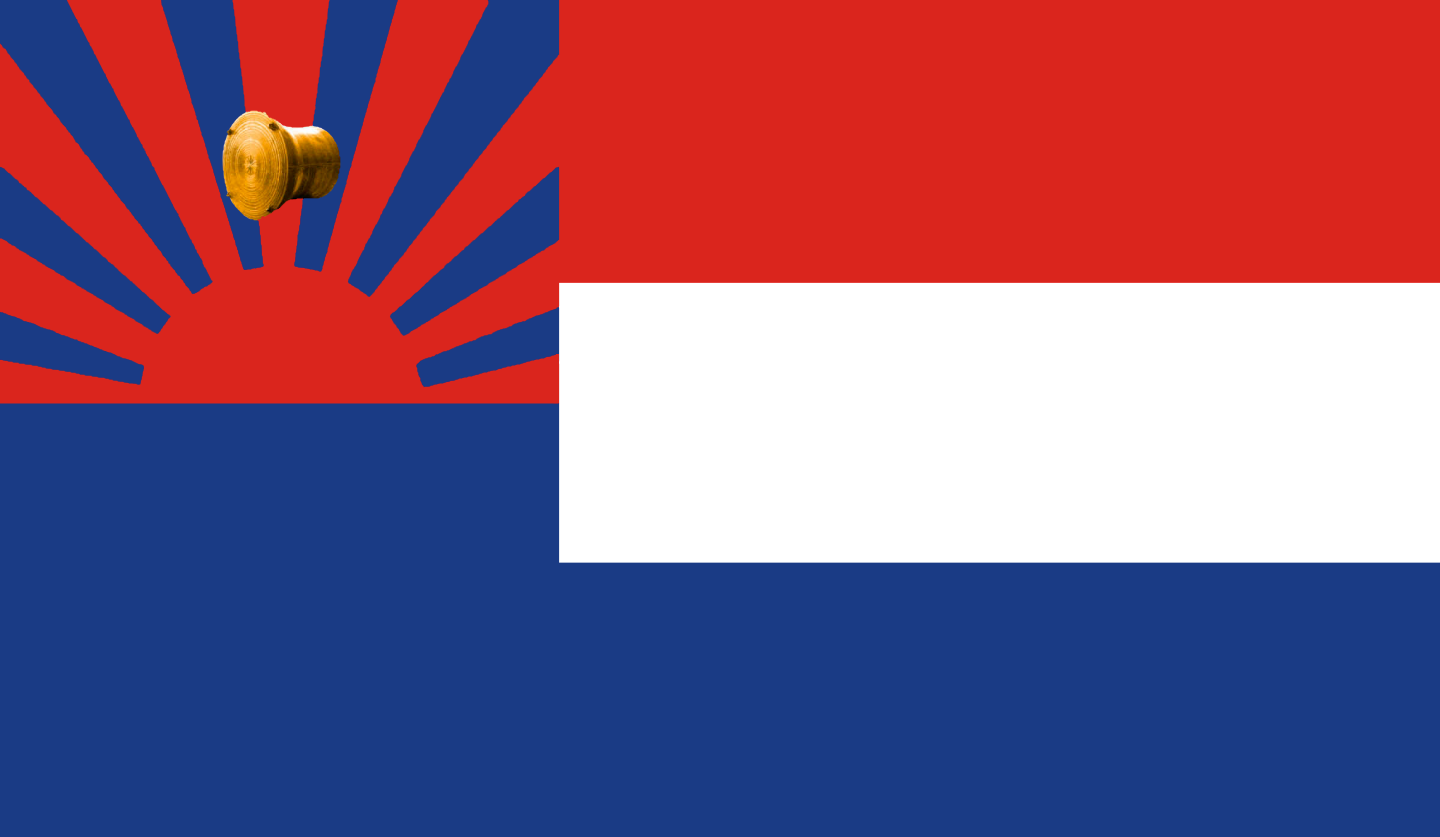
Flagge der KNU

Unmittelbar nach Myanmars Unabhängigkeit von Großbritannien 1948 begannen kommunistische Rebellen einen Aufstand gegen die Regierung. Bis 1949 brachen in verschiedenen Landesteilen Aufstände und ethnische Konflikte aus. Die vorwiegend von christlichen Karen geführte Karen National Union (KNU) begann im Osten des Landes ihren bewaffneten Kampf für einen unabhängigen Karen-Staat Kawthoolei. Die Lage verschärfte sich zusätzlich, als U Nu den Buddhismus zur Staatsreligion erklärte und damit die zum Teil christlichen Karen, Chin und Kachin brüskierte. Fragen des Föderalismus und der Stellung der Minderheiten wurden weitgehend außer Acht gelassen.
Aufgrund der Spaltung der Regierungspartei AFPFL wurde zwischen 1958 und 1960 eine militärische Übergangsregierung unter General Ne Win eingesetzt. Diese ging u. a. verstärkt gegen separatistische Tendenzen im Shan-Gebiet vor, wo manche zehn Jahre nach der Unabhängigkeit entsprechend dem Panglong-Abkommen eine Abspaltung anstrebten.
1962 übernahm eine Militärjunta unter Ne Win die Macht. Gerechtfertigt wurde der Putsch nicht zuletzt mit der drohenden inneren „Desintegration“ des Staates, die das Eingreifen des Militärs notwendig mache. Die seither etablierte Militärdiktatur bedeutete für die Birmanen wie für die Minderheiten Repressionen und Einschränkungen ihrer Rechte.
In den folgenden Jahrzehnten wurde mit niedriger Intensität weiterhin gekämpft (low-intensity conflict). Im Laufe der Zeit waren insgesamt Dutzende bewaffnete Gruppierungen gegen die Zentralregierung aktiv, die in den 1970er-Jahren schätzungsweise 20–30 % des birmanischen Territoriums kontrolliert haben sollen. Die KNU führte in den 1970er- und 1980er-Jahren de facto einen eigenen Staat mit Manerplaw als Hauptort; so übernahm sie in den von ihr kontrollierten Gebieten Aufgaben wie Justiz, Gesundheitsversorgung, Bildung, Verwaltung und Infrastruktur. Sie kämpfte sowohl gegen die Regierungsarmee als auch seit den 1950er-Jahren gegen Karen-Kommunisten, die sie 1976 besiegte.
Die Communist Party of Burma (CPB), von der ein Teil im Shan-Staat sowie im Kachin-Staat operierte und bis in die 1980er-Jahre von der Volksrepublik China unterstützt worden war, zerbrach 1989 und ist seither bedeutungslos. Aus ihr ging u. a. die United Wa State Army (UWSA) hervor. Im selben Jahr ging die Regierung dazu über, Waffenstillstandsabkommen auszuhandeln. So erhielt die UWSA gegen eine 1989 geschlossene Waffenruhe Autonomie für die Special Region 2 des Shan-Staats (auch Wa-Staat genannt). Andere bewaffnete ethnischen Organisationen, welche einen Waffenstillstand aushandelten waren die Shan State Army-North, die Myanmar Nationalities Democratic Alliance Army und die National Democratic Alliance Army-Eastern Shan State. Alle genannten bewaffneten Organisationen entstanden aus den Reihen der CPB.
Zwischen 1994 und 1996 kam es zu massiven Gefechten zwischen der Regierung und der UWSA einerseits und der Muang Tai Army MTA unter Khun Sa anderseits. Nach einer Rebellion innerhalb der Ränge der MTA ergab sich Khun Sa der Regierung. Die Rebellen der MTA gründeten eine neue Armee, die Shan State Army-South auch SSA-RCSS genannt. Durch die Kämpfe konnte die UWSA ihren Einfluss auf das Grenzgebiet zu Thailand ausdehnen. Die SSA-RCSS führte ihren bewaffneten Kampf gegen die Regierung bis 2012 fort.
In den 1990er-Jahren verschlechterte sich die Position namentlich der KNU. Dies lag zum einen daran, dass Thailand sie zuvor als „Puffer“ gegen die als Bedrohung betrachteten Kommunisten unterstützt hatte, dies nun aber nicht mehr tat und stattdessen unter Thaksin Shinawatra die wirtschaftlichen Beziehungen zur myanmarischen Regierung vertiefte. Zum anderen bestand die Führung der KNU vorwiegend aus Christen, während buddhistische und animistische Karen weitgehend ausgeschlossen waren. Buddhistische Karen gründeten deshalb 1994 die Democratic Karen Buddhist Army (DKBA), schlossen im selben Jahr einen Waffenstillstand und kämpfen seither auf der Seite der Regierung gegen die KNU. Die Unterstützung der DKBA ermöglichte der Armee im Januar 1995 die Einnahme von Manerplaw, die für die Aufständischen eine große Niederlage bedeutete.

### Situation ab 2007
Manche der Rebellenorganisationen haben Waffenstillstandsabkommen mit der Regierung geschlossen und die Kampfhandlungen eingestellt, wofür ihnen in ihren Gebieten eine gewisse Autonomie zugestanden wurde. Es gibt aber Splittergruppen von diesen Organisationen, die sich nicht an die Abkommen gebunden fühlen. So hielt sich die Shan State Army-North an eine Waffenruhe, während die Shan State Army-South im Shan-Staat militärisch bis 2012 aktiv blieb.
Die größte aktive Rebellengruppe war die Karen National Union mit ihrem bewaffneten Arm Karen National Liberation Army (KNLA), die gemäß Eigenangaben über etwa 12.000 Kämpfer verfügt. Ab 2006 lief eine Offensive der – insgesamt etwa 400.000 Mann starken – myanmarischen Armee gegen die KNU im Karen-Staat, in deren Verlauf Hunderte Dörfer zerstört und Zehntausende Zivilisten vertrieben wurden. Einige Hundert KNU-Angehörige unterzeichneten Anfang 2007 ein Friedensabkommen mit der Regierung, die übrige KNU lehnte dies ab.
Nach der gewaltsamen Unterdrückung der Demonstrationen in Myanmar 2007, bei denen Zehntausende buddhistische Mönche, Nonnen und Zehntausende andere Zivilisten in verschiedenen birmanischen Städten gegen die Militärregierung protestiert hatten, rief die Shan State Army die anderen Rebellengruppen zu vermehrter Zusammenarbeit auf.

### BGF-Programm
Im April 2009 stellte die Myanmarische Unionsregierung ein neues Programm auf, das BGF, Border Guard Force Programm. Waffenstillstandsgruppen sollen Personal für eine neue bewaffnete Organisation stellen, die der Unionsregierung unterstehen soll. Der Plan sieht die Bildung von 326 Mann starken Bataillonen, gebildet aus Mitgliedern ethischer Minderheiten, vor. Bezahlung, Bewaffnung und Führung stellt die Unionsregierung. Die Bataillone sollen nur im Einflussgebiet einer Waffenstillstandsgruppe eingesetzt werden. Bei den kommandierenden Offizieren der Bataillone soll es sich um Mitglieder der Waffenstillstandsgruppe und um Mitglieder der Armee handeln. Der Oberbefehl der BGF Truppen liegt bei der Armee von Myanmar, die ebenfalls 30 Mitglieder eines Bataillons stellen soll. Die Waffenstillstandsgruppen wurden von der Unionsregierung aufgefordert Bataillone aufzustellen. Die Reaktion der Minderheitengruppen war verschieden. Kleine Gruppen traten dem Programm bei, aber auch die 5000 Mann starke DKBA stellte Personal für die neue militärische Organisation zur Verfügung. Die wichtigsten Waffenstillstandsgruppen weigern sich aber bis heute, dem Programm beizutreten, namentlich die UWSA und die KIA. Die Unionsregierung drohte mit einem Ultimatum, welches mehrmals verlängert wurde. Das letzte Ultimatum ist am 28. April 2010 abgelaufen, ohne dass die Unionsregierung von verschiedenen Gruppen eine Zusage bekommen hat. Die Unionsregierung droht mit bewaffneten Aktionen. Und das Militär hat ein Beispiel statuiert, indem es 2009 in die Special Region Nr. 1 Kokang einmarschiert ist. Im August 2009 kam es in Kokang zu bewaffneten Auseinandersetzungen myanmarischer Regierungstruppen mit der Waffenstillstands-Armee MNDAA, die sich geweigert hatte, dem Programm beizutreten. In deren Folge übernahmen Regierungstruppen die Kontrolle in dem Gebiet. Bis zu 37.000 Menschen aus dem Gebiet flohen über die Grenze nach China. Nach dem Angriff der SPDC Truppen flohen auch die meisten Bewaffneten nach China. Eine kleine Gruppe schloss sich am 4. Dezember 2009 dem BGF-Programm der Myanmarischen Regierung an.

### Zivile Regierung
Nach der Einsetzung einer zivilen Regierung wurden mehrere temporäre Waffenstillstandsvertrage mit verschiedenen bewaffneten ethnischen Organisation abgeschlossen.
2015 unterzeichneten einige bewaffnete Organisationen einen Nationalen Waffenstillstandsvertrag (National Ceasefire Agreement) mit der zivilen Regierung. Unter den Unterzeichnern befand dich auch die KNLA und die SSA-S. Andere Organisationen führten weiterhin einen Krieg gegen die gewählte Zentralregierung, darunter war die Arakan Army AA, die Ta’ang National Liberation Army TNLA und die Myanmar Nationalities Democratic Alliance Army MNDAA.
2012 und 2017 kam es zu militärischen Operationen gegen die Rohingya im  Rakhaing-Staat. Hunderttausende muslimische Bewohner mussten nach Bangladesh flüchten. Die internationale Gesellschaft spricht weitgehend von Völkermord begangen vom Militär und der zivilen Regierung. Auch die arakanesische Mehrheitsbevölkerung, welche mehrheitlich die AA unterstützte, startete größere Operationen gegen die Regierung.

### Militärputsch und Bürgerkrieg
Der Militärputsch 2021 führte dazu, dass zahlreiche bewaffnete Milizen ihre Friedensabkommen mit der Militärjunta aufkündigten. Die oppositionelle People’s Defence Force (PDF) der Exilregierung von Myanmar formierte sich und kämpfte für die Wiedererrichtung der Demokratie im Land. Der Krieg führte dazu, dass die Streitkräfte Myanmars die Kontrolle über einen großen Teil des Landes verloren. Die Herrschaft lokaler ethnischer Milizen wurde gestärkt.

### Menschenrechtsverletzungen
Der myanmarischen Armee wird vorgeworfen, bei der Bekämpfung von Rebellen in großem Maßstab Menschenrechtsverletzungen zu begehen. Dörfer würden zu free-fire zones erklärt – wo auf jeden geschossen werden kann – und zwangsweise geräumt, Bewohner vertrieben, zwangsumgesiedelt oder zur Zwangsarbeit für das Militär herangezogen. Laut Amnesty International räumte die Armee etwa im Shan-Staat von 1996 bis 1998 1400 Dörfer mit etwa 300.000 Einwohnern, um der Shan State Army-South die Unterstützung durch Zivilisten zu entziehen. Zudem komme es zu Folter und Vergewaltigungen, es würden Antipersonenminen ausgelegt, und die myanmarische Armee setze Zehntausende Kindersoldaten ein. Manche Beobachter sprechen von „ethnischer Säuberung“ vor allem gegenüber den Karen.
Auch Rebellengruppen sollen in den von ihnen kontrollierten Gebieten Zivilisten zur Zwangsarbeit verpflichtet haben und Kindersoldaten einsetzen. Manche sind in Drogenproduktion und -handel im Goldenen Dreieck eingebunden.
Nach der erneuten Machtübernahme des Militärs 2021 wurden zahlreiche schwere Menschenrechtsverletzungen bei der Aufstandsbekämpfung begangen, welche von internationalen Organisationen angeprangert wurden. In Gebieten mit Widerstandsaktivitäten ging die Junta willkürlich gegen Zivilisten vor und verübte Kriegsverbrechen wie das Massaker von Pazigyi 2023.

### Bewaffnete Gruppierungen
Die untenstehende Tabelle bietet einen (unvollständigen) Überblick über bewaffnete Gruppierungen in Myanmar.
| Name                                                 | Gebiet                 | seit                            | Waffenstillstandsabkommen                |
| ---------------------------------------------------- | ---------------------- | ------------------------------- | ---------------------------------------- |
| Arakan Rohingya Salvation Army                       | Rakhaing-Staat         | 2016                            | –                                        |
| Chin National Army                                   | Chin-Staat             | 1988                            | –                                        |
| Kachin Independent Army                              | Kachin-Staat           | 1961                            | 1994                                     |
| Karen National Union                                 | Karen-Staat            | 1948                            | 2012, 2015                               |
| Democratic Karen Buddhist Army                       | Karen-Staat            | 1994 (Abspaltung von KNU)       | 1994 (seither auf Regierungsseite)       |
| God’s Army (Myanmar)                                 | Karen-Staat            | 1997 (Abspaltung von KNU)       | 2001 zerschlagen                         |
| Karenni Army                                         | Kayah-Staat            | 1955                            | 1995 (kurzlebig)                         |
| Kommunistische Partei Birmas (CPB)                   | Shan- und Kachin-Staat | 1939/1948                       | 1989 zerfallen und seither bedeutungslos |
| Mon National Liberation Army                         | Mon-Staat              | 1958                            | 1995                                     |
| Monland Restoration Army                             | Mon-Staat              | 2001 (Abspaltung von MNLA)      | –                                        |
| Muang Tai Army                                       | Shan-Staat             | 1985                            | 1996 (Kapitulation)                      |
| Shan State National Army                             | Shan-Staat             | 1995 (Abspaltung von MTA)       |                                          |
| Shan State Army-North                                | Shan-Staat             | (Abspaltung von CPB)            | 1989                                     |
| Shan State Army-South                                | Shan-Staat             | Entstanden aus Rebellen der MTA | 2015                                     |
| National Democratic Alliance Army-Eastern Shan State | Shan-Staat             | (Abspaltung von CPB)            | 1989                                     |
| United Wa State Army                                 | Wa-Gebiet/Shan-Staat   | 1988 (Abspaltung von CPB)       | 1989                                     |

## Folgen

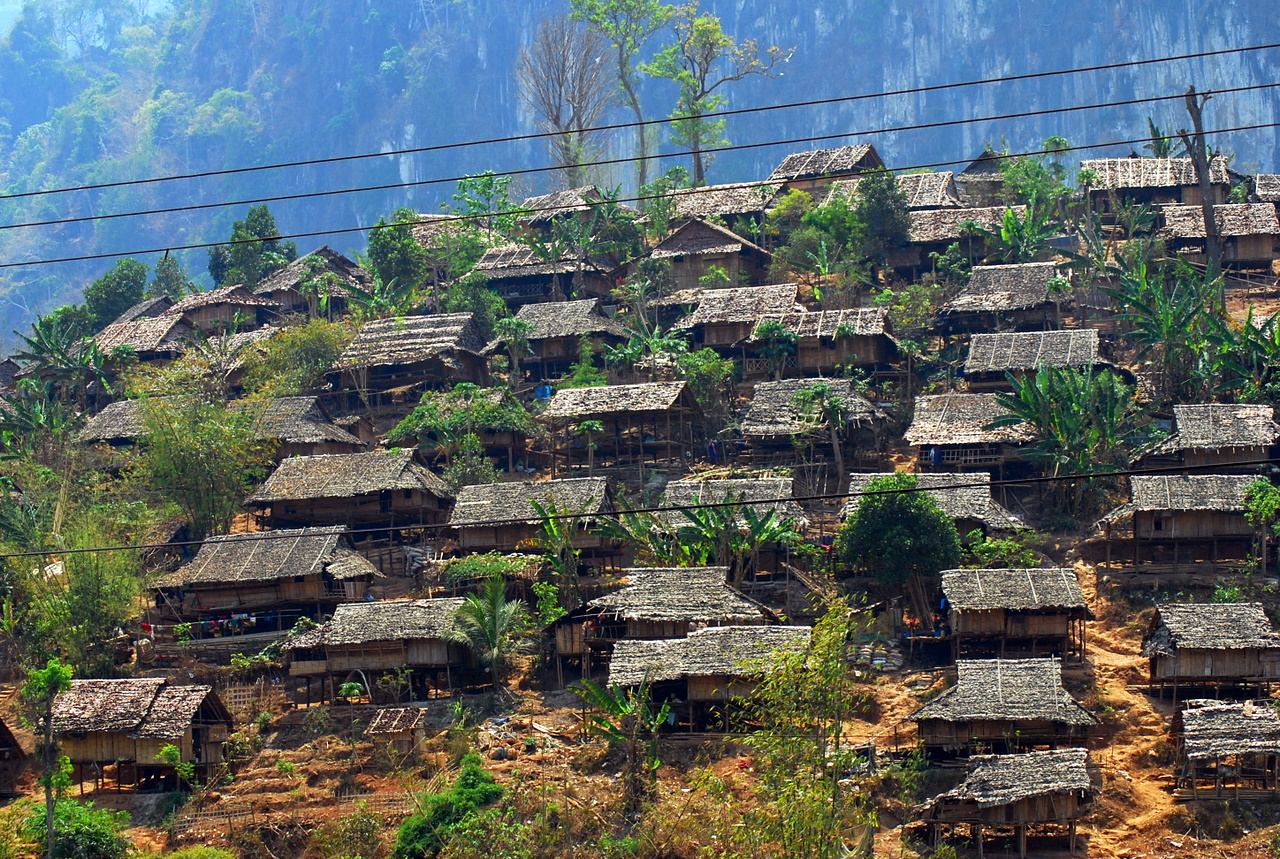
Teil des Flüchtlingslagers Mae La, Tak, Thailand

Im August 2007 lebten etwa 160.000 myanmarische Flüchtlinge in Lagern in den thailändischen Grenzprovinzen Chiang Mai, Mae Hong Son, Tak, Kanchanaburi und Ratchaburi. Die Flüchtlingslager liegen zumeist direkt an der Grenze zu Myanmar; das größte Einzellager ist Mae La in Tak mit etwa 50.000 Bewohnern. Von den Flüchtlingen sind etwa 62 % Karen. Das von internationalen humanitären Organisationen gebildete Thailand Burma Border Consortium kümmert sich um die Versorgung der Lager.
Etwa 100.000 von schätzungsweise 2 Mio. Chin sind aus dem Nordwesten Myanmars ins angrenzende Indien geflohen. Ihr Exodus soll nach den Demonstrationen 2007 zugenommen haben, als Chin mit Bestechungen, Geldstrafen und Drohungen gezwungen wurden, an Kundgebungen für die Regierung teilzunehmen.
Von den muslimischen Rohingya im Rakhaing-Staat, die von der Regierung als bengalische Einwanderer betrachtet und nicht als Staatsbürger anerkannt werden, flohen 1992 etwa 250.000 in das angrenzende Bangladesch. Nachdem über 230.000 von ihnen, in vielen Fällen unter Zwang, nach Myanmar zurückgekehrt sind, leben noch 20.000 in zwei Flüchtlingslagern bei Cox’s Bazar. Daneben sollen bis zu 100.000 Rohingya illegal in Bangladesch leben.
Die Zahl der Binnenvertriebenen in Myanmar ist nicht genau bekannt, Schätzungen reichen von Hunderttausenden bis zwei Millionen.